# 粘冠草
粘冠草（学名：Myriactis wightii）是菊科粘冠草属的植物。分布于斯里兰卡、印度以及中国大陆的云南、四川、贵州、西藏等地，生长于海拔2,100米至3,600米的地区，多生在山坡草地、山坡林下、溪旁和沟边近水处，目前尚未由人工引种栽培。

## 异名
- Myriactis wightii DC. var. cordata Ling et Shih